# Portador minoritario
En electrónica y específicamente en teoría de semiconductores, se denominan portadores minoritarios a las partículas cuánticas encargadas del transporte de corriente eléctrica que se encuentran en menor proporción en un material semiconductor dopado como tipo N o tipo P. 
En un semiconductor tipo N, el cual consiste en un material semiconductor puro al cual se le han agregado átomos de otro elemento químico que posea al menos un electrón adicional al que posee naturalmente dicho semiconductor (usualmente Fósforo, Arsénico o Antimonio); hay en total más electrones libres debido a los átomos de las impurezas agregadas, que huecos, por lo cual en este tipo de material semiconductor, los electrones son los portadores mayoritarios, mientras que los huecos (carencia de un electrón), son los portadores minoritarios.
Para el caso de un semiconductor tipo P, que consisten en un material semiconductor puro al cual se le han agregado átomos de otro elemento químico que pertenece al grupo 13 de la tabla periódica de los elementos (usualmente Boro, Aluminio, Galio, e Indio) los portadores mayoritarios son los huecos (o carencia de electrones), mientras que los portadores minoritarios son los electrones.
- Datos: Q6083066